# Rolvsnes
Rolvsnes est une île norvégienne du comté de Hordaland appartenant administrativement à Bømlo.

## Description
Rocheuse et désertique, elle s'étend sur environ 8,3 km de longueur pour une largeur approximative de 2,7 km.